# Rudolph Franz
Rudolph Franz (Berlín, 16 de desembre de 1826 – Berlín, 31 de desembre de 1902) va ser un físic alemany.

## Biografia
Franz estudià matemàtica i ciències naturals a la Universitat de Bonn (Rheinische Friedrich-Wilhelms-Universität Bonn) i es va doctorar el 1850.
l'any 1857 es va habiliatar a la Universitat Humboldt de Berlín i es va especialitzar en la termodinàmica.
Va col·laborar amb Gustav Heinrich Wiedemann, en el descobriment de la llei de Wiedemann-Franz el 1853, la qual relaciona la conductivitat tèrmica amb la conductivitat elèctrica.